# Šuppiluliuma II
Šuppiluliuma II, figlio di Tudhalia IV (fl. XIII-XII secolo a.C.), fu l'ultimo sovrano dell'Impero ittita.

## Un trono instabile
Figlio di Tudhaliya IV, salì al trono alla morte del fratello Arnuwanda III, avvenuta nel 1207 a.C. per cause sconosciute, forse non senza opposizione da parte di altre fazioni della famiglia reale ittita e di altri ipotetici pretendenti. 
Come i suoi predecessori, fu preoccupato di legittimare la sua posizione, difendendo il trono da una serie di minacce, forse anche interne. Va ricordato che il ramo familiare di Šuppiluliuma era salito al potere nel 1265 quando, dopo una rapida guerra civile, suo nonno Hattušili III aveva deposto il sovrano in carica, Muršili III, figlio di suo fratello Muwatalli II.
Šuppiluliuma è l'ultimo sovrano conosciuto, e con ogni probabilità l'ultimo in assoluto, dell'impero Ittita. Egli tentò comunque di opporsi vigorosamente, con una serie di imprese militari, ad una situazione di declino che stava pian piano attanagliando l'impero.

## L'ipotesi dei due imperi ittiti
È dibattuta tra gli studiosi l'ipotesi di un distacco della capitale secondaria del regno, Tarhuntassa (assegnata da Hattušili III al nipote Kurunta, fratello del re deposto, come governatore vassallo già nel 1265 a.C.), da Hattuša, con una divisione dell'impero avvenuta forse all'inizio del regno di Šuppiluliuma II o nel corso di quello di suo padre Tudhaliya IV. Tarhuntassa potrebbe aver coinvolto nella secessione l'area sudoccidentale anatolica, da sempre parte dell'impero: con questa ipotesi si comprenderebbe la notizia, altrimenti sorprendente, che riportano gli annali ittiti di una serie di una vittoriosa campagna militare intrapresa da Šuppiluliuma II contro terre da sempre suddite ittite: Masa (Misia), Lukka (Licia), Ikuna(Ikkuwaniya/Konya), fino a Tarhuntassa..
Iscrizioni decifrate su steli di confine nell'area di Tarhuntassa fanno riferimento ad un "...Gran Re Hartapu, figlio del Gran Re Mursili...", il che ha fatto ipotizzare ad alcuni studiosi che si trattasse di un figlio del detronizzato Muršili III che in qualche modo avesse riconquistato parte del regno del padre, installandosi su una Tarhuntassa resasi indipendente dal potere centrale di Hattusa; in tal caso la sua avventura regale potrebbe essersi conclusa proprio con la campagna armata di riconquista condotta da Šuppiluliuma II.
Altri hanno invece sostenuto che sul finire del XIII secolo l'intera area costiera citata nelle iscrizioni fosse già stata occupata dalle prime ondate dei cosiddetti Popoli del Mare, e che questi avessero pertanto già spazzato via Tarhuntassa; tali stranieri, secondo questa teoria, sarebbero stati gli avversari vinti da Šuppiluliuma nella azione di riconquista di cui ci danno notizia le iscrizioni dell'area di Tarhuntassa.
Il presunto conflitto tra Hattusa e Tarhuntassa, con una contrapposizione tra le due capitali che potrebbe aver minato le basi politiche degli Ittiti, unito ad una devastante carestia che avrebbe colpito l'Anatolia sul finire del 13º secolo, potrebbe aiutare a comprendere come uno degli imperi più potenti dell'epoca, con un esercito addestrato ed equipaggiato, sia potuto cadere di lì a poco, sotto l'avanzata dei Popoli del Mare
Si ha notizia anche di una vittoriosa campagna militare navale da parte di Šuppiluliuma (l'unica della storia Ittita) contro l'isola di Alasiya/Cipro, la cui conquista venne poi ultimata via terra, in quello che resta l'ultimo successo militare Ittita di cui abbiamo notizia. È possibile che l'isola, un tempo vassalla degli Ittiti e annessa da Tudhaliya solo pochi decenni prima, fosse caduta in mano ai Popoli del mare; si è ipotizzato che l'attacco ittita all'isola servisse per garantire porti sicuri in un periodo di probabile carestia, implicando così un controllo precario da parte di Šuppiluliuma sull'area costiera meridionale, usualmente utilizzata per importare cereali.

## La fine: l'invasione dei Popoli del Mare
È in questo clima di disordini ed instabilità politica che giunse la fine: l'impero ittita che, tra alterne vicende, era stato protagonista nel Vicino Oriente per oltre 500 anni, fu infatti distrutto attorno al 1180-1170 a.C. dall'avanzata dei Popoli del mare, evento di cui abbiamo notizia indiretta dalle fonti egizie di Ramses III (che parla chiaramente di distruzioni nella terra di Hatti) e le registrazioni del regno vassallo ittita di Ugarit il cui reggente implora l'intervento del sovrano Ittita:
Mio padre vede le navi nemiche arrivare qui; le mie città (?) furono bruciate, ed essi hanno compiuto atti malvagi nel mio territorio. Non sapeva mio padre che tutte le mie truppe e la cavalleria sono nel regno Ittita, e tutte le mie navi nel regno di Lukka? (...) Così, il paese è abbandonato a sé stesso. Mio padre possa saperlo: le sette navi dei nemici che sono venute qui ci hanno inflitto molti danni.
Gli studiosi hanno molto dibattuto sulla origine e composizione di questi gruppi armatisenza giungere a conclusioni definitive; si trattava di gente senza terra, con famiglie al seguito che, spinta da fame e da un perdurante, generale periodo di carestia, si muoveva su carri e navi, razziando e distruggendo ciò che incontrava sul proprio cammino.
Sono loro i principali indiziati della fine della cultura micenea, della devastazione dell'area anatolica oltre che corresponsabili del crollo dell'impero Ittita; inoltre, a mano a mano che si muovevano, alcuni degli aggrediti si erano uniti agli aggressori.
Non si hanno notizie scritte di scontri tra gli Ittiti ed i Popoli del Mare, né di dove essi siano eventualmente avvenuti, se per mare o per terra; ciò che è certo è che la capitale Hattusa era già bruciata nel 1178 a.C. quando Ramses III fermò i Popoli del mare, non senza fatica, nell'area siriana nella battaglia di Djahy, prima di sconfiggerli definitivamente nello scontro navale del Delta del Nilo.
Alcuni storici in luogo della tradizionale visione dell'assalto e del successivo sacco e incendio di Hattusa, propendono per uno scenario alternativo: la capitale sarebbe stata progressivamente abbandonata dalla corte e dalle istituzioni, con una disgregazione graduale; al momento della caduta di Hattusa, la famiglia reale ittita sarebbe già riparata altrove, forse a Karkemish.
Gli invasori avrebbero trovato così una città vuota e le tribù barbare dei Kaska, storici rivali del Nord, da sempre ribelli al giogo Ittita, finito per controllare le zone del cuore dell'impero, nei dintorni della capitale Hattuša, del cui incendio finale restano i più seri indiziati.